# The Misfits – Die Meisterdiebe
The Misfits ist ein US-amerikanischer Heist- und Action-Thriller von Renny Harlin.

## Handlung
Der Meisterdieb Richard Pace wird von einer Gruppe Krimineller zu einem Goldraub im Nahen Osten angeheuert. Erst vor Ort in Jazeristan erfährt er, dass seine eigene Tochter hinter der Aktion steckt und sie somit Terrorfinanzierung verhindern will. Dabei soll ein Tresorraum innerhalb eines Gefängnisses ausgeraubt werden. Zunächst vergiften sie die Inhaftierten und nutzen das allgemeine Chaos, um die Sprengung zu vollziehen. Danach türmen sie mit einem Wagen, der nach einer Verfolgung sich als leer erweist. Am Tatort jedoch konnten die Räuber das Gold zu einer Skulptur einschmelzen und so aus dem Gebäude schaffen. Zum Schluss überreicht Richard Pace die Figur an seine Kollegen. Schon wenig später berichtet das Radio von einer riesigen Spende an Unicef.

## Produktion

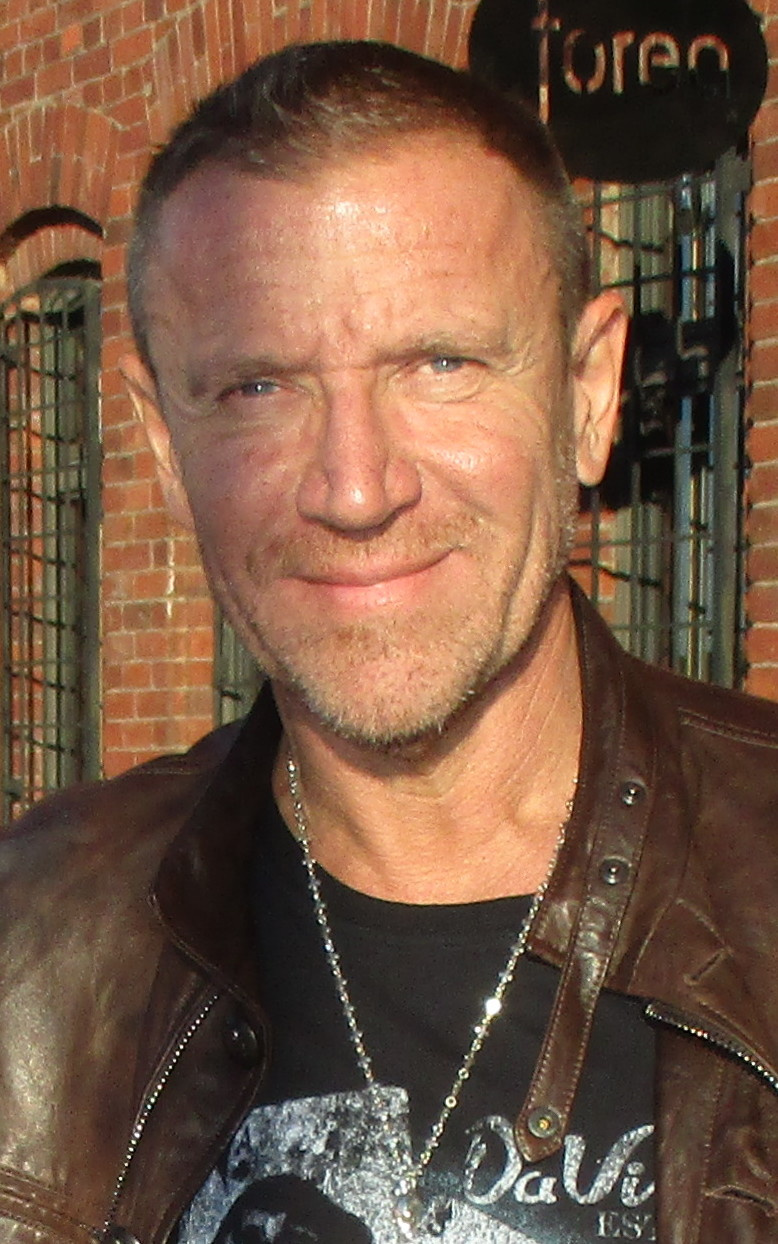
Regisseur Renny Harlin

Regie führte Renny Harlin, das Drehbuch schrieb Robert Henny. Pierce Brosnan spielt in der Hauptrolle Richard Pace. Mike Angelo spielt Wick.
Gedreht wurde ab Februar 2019 in Los Angeles, Dubai und Abu Dhabi, hier unter anderem in den Etihad Towers.
Der Film wurde im Sommer 2021 in den USA veröffentlicht.

## Rezeption
Erste Kritiken waren überwiegend negativ. Rotten Tomatoes verzeichnet nur einen Anteil von 17 % positiver Urteile. Die durchschnittliche Wertung beträgt 3,4/10.
Die Zeitschrift Cinema urteilt: „Nach einem temporeichen Beginn folgt die Ernüchterung: „The Misfits“ ist ein belangloser und nur mäßig spannender Actionthriller mit miesen Effekten.“
Bei der Verleihung Goldene Himbeere 2022 wurde der Film in drei Kategorien nominiert: Schlechteste Regie (Renny Harlin), Schlechtester Nebendarsteller (Nick Cannon) und Schlechtestes Drehbuch (Robert Henny und Kurt Wimmer, Story von Robert Henny).